# Rosny-sous-Bois
Rosny-sous-Bois là một xã ở tỉnh Seine-Saint-Denis, thuộc vùng Île-de-France ở miền bắc nước Pháp.